# Капітошка
«Капітошка» — літературний персонаж, який був створений письменницею і сценаристкою Наталею Гузєєвою, герой анімаційних фільмів та дитячих книг.
Анімаційний фільм складається з двох серій: «Капітошка» та «Повертайся, Капітошко!».
У першій серії ми бачимо Вовченя, яке намагається навчитися бути страшним і грізним. Але потім він зустрічає краплинку дощу Капітошку, завдяки якому розуміє, що зовсім не обов'язково бути страшним.
Друга серія, яка вийшла 1989 року, розповідає про те, як Вовченя очікує на Капітошку, а також про те, як до нього навідується його зла тітка. Вовченя намагалося їй пояснити, що не хоче бути злим вовком, таким, як вона. Тут з'являється Капітошка, і разом з Вовченям вони проганяють тітку.

## Персонажі

Капітошка і Вовченя

Вовченя думало, що кожен вовк повинен бути злим, хитрим і страшним. Воно ретельно намагалося наслідувати посібник для справжніх вовків, випробовувати різноманітні пози, але страшним стати все одно у нього не виходило. І одного разу він зустрічає Капітошку, який пояснює Вовченяті, що бути злим зовсім і не потрібно. Набагато веселіше дружити й співати пісень. У першій серії «Капітошки» Вовченя озвучив Народний артист України Богдан Бенюк.
Капітошка — це весела краплинка чистого літнього дощу. Там, де з'являється Капітошка, розпускаються квіти, листочки й трави. Він приносить веселощі та дружбу у будинок Вовченяти та допомагає йому зрозуміти, ким він є насправді. 

## Над фільмом «Капітошка» працювали
- Автор сценарію: Наталя Гузєєва
- Режисер: Борис Храневич
- Художник-постановник: Генріх Уманський
- Композитор: Геннадій Сасько
- Оператор: Анатолій Гаврилов
- Звукооператор: Ірина Чефранова
- Художники-мультиплікатори: Михайло Титов, Ніна Чурилова, Володимир Врублевський, Олександр Вікен, Адольф Педан, Я. Селезньова
- Ролі озвучували: Людмила Ігнатенко, Олена Слободяник (вокал), Богдан Бенюк, Наталя Сумська (українське озвучення), Євген Паперний
- Асистенти: Олена Дьомкіна, А. Савчук, А. Назаренко, Ірина Сергєєва
- Монтажер: С. Васильєва
- Редактор: Л. Пригода
- Директор картини: Іван Мазепа

Музичне оформлення мультфільму та пісеньку Капітошки виконала Хорова капела Українського радіо.

## Над фільмом «Повертайся, Капітошко» працювали
- Автор сценарію: Наталя Гузєєва
- Текст пісень: Олександр Вратарьов
- Кінорежисер: Борис Храневич
- Художник-постановник: Іван Будз
- Композитор: Геннадій Татарченко
- Кінооператор: Анатолій Гаврилов
- Звукооператор: Віктор Груздєв
- Художники-мультиплікатори: Сергій Кушнеров, Марина Корольова, Михайло Яремко, О. Коваленко, Дмитро Ковтанець
- Асистенти: Людмила Врублевська, О. Янковська, В. Грабарь
- Ролі озвучили: Наталія Рожкова, Ольга Сумська, Людмила Томашевська, Євген Паперний
- Монтаж: Лідія Мокроусова
- Редактор: Євген Назаренко
- Директор картини: Іван Мазепа

## Видання
- Мультфільм видавався на DVD-збірці «Капітошка».

## Капітошка в іграх
- 1995 — вийшла гра «Капітошка»[3] для ZX Spectrum.
- 2014 — вийшла гра для мобільних телефонів «Капітошка HD».
- 2025 — в грі S.T.A.L.K.E.R. 2: Серце Чорнобиля було впроваджено артефакт, що має вигляд персонажу Капітошка[4]

## Авторські права
З моменту створення Капітошки Наталя Гузєєва отримала на нього авторські немайнові та виключні майнові права.
Одеський суд стягнув з декількох компаній півмільйона гривень — через неправомірне використання назви «Капітошка». Суд визнав, що ці компанії порушили авторське право: авторка твору і мультфільму «Капітошка» Наталя Гузєєва подала позов до суду на фірми, які використовували її назву на своїх виробах. Так, компанії назвали свої тістечка «Картошка-Капітошка з кокосовою стружкою» та «Картошка-Капітошка обсипана». Цю назву вони використовували протягом січня-травня 2016 року.
У 2017 році Гузєєва виграла суд у тернопільського видавництва «Навчальна книга – Богдан» за порушення авторського права, отримавши 420 тисяч гривень. До того ж Гузєєва відсудила у рівненського ресторану 37 тисяч гривень за незаконне використання імені «Капітошка» у назві салату.
Також 2017 року Печерський районний суд Києва ухвалив рішення за позовом Гузєєвої на її користь і присудив порушнику виплатити автору компенсацію понад 150 тис. грн за неліцензійне використання назви та образу «Капітошки» при виробництві і брендингу надувних батутів, календарів.